# Инверно и Монтелеоне
Инвѐрно и Монтелео̀нн (на италиански: Inverno e Monteleone, на местен диалект: Invèrän e Muntagliòn, Инверен е Мунтальон) е община в Северна Италия, провинция Павия, регион Ломбардия. Административен център на общината е село Инверно (Inverno), което е разположено на 74 m надморска височина. Населението на общината е 1478 души (към 2015 г.).